# Маттан I
Маттан I (Мутон, Міттін) (*д/н — 832 до н. е. або 821 до н. е.) — цар міст-держав Тір і Сідон близько 830/829—821 (за іншою хронологією — 840—832 років до н. е.). У Вергілія названий Белом.

## Життєпис
Походив з династії Ітобаала. Син царя Баал-Есера II. Посів трон за різними відомостями 840 або 830/829 року до н. е. підтвердив визнання зверхності Ассирії, сплативши відповідну данину. Це забезпечило мирне панування Маттана I.
Про нього відомостей обмаль. Помер близько 832 або 821 року до н. е. Спадкоємцями оголосив син Пум'ятона та зятя Сіхарбаала (Агербаала).